# Bugaboo International
Bugaboo International BV es una empresa de diseño neerlandesa que fabrica sillitas y coches para bebés y niños pequeños. Sus productos se venden en 50 países y en 2024 empleaba a más de 1.200 personas, que trabajaban en la sede central en Ámsterdam, Países Bajos, o en una de las oficinas en el Reino Unido, Alemania, Suecia, Italia, España, Estados Unidos, Francia, Australia, Corea del Sur, Japón, Shanghái (China) y en la planta de ensamblaje de Xiamen, China .

## Historia
Bugaboo fue fundada en 1996 por Max Barenbrug y Eduard Zanen, médico y empresario casado por entonces con la hermana del primero.  Barenbrug comenzó el concepto de Bugaboo como proyecto de graduación dos años antes, cuando estudiaba en la Academia de Diseño de Eindhoven.
El primer modelo de la marca Bugaboo, el "Bugaboo Classic", se lanzó en Países Bajos en 1999.  En 2001, el "Bugaboo Frog" se lanzó en el Reino Unido y en 2002 en los Estados Unidos, popularizándose por su aparición en un episodio del programa de televisión Sex and the City. 
En febrero de 2018, Bugaboo fue adquirido por el fondo Bain Capital por un monto no revelado. 
En 2019, Bugaboo lanzó el cochecito Lynx.